# グーフィーの禁煙
『グーフィーの禁煙』（グーフィーのきんえん、原題：No Smoking）は、ウォルト・ディズニー・プロダクション（現：ウォルト・ディズニー・カンパニー）が製作した1951年11月23日公開のアニメーション短編映画作品。グーフィーの短編映画シリーズの第35作目である。

## あらすじ
グーフィーが禁煙に挑戦する様子を交えながら、人とタバコの関係をナレーターが解説する。

## スタッフ
- 製作：ウォルト・ディズニー、ロイ・O・ディズニー
- 監督：ジャック・キニー
- 作画：ジョージ・ニコラス、ヒュー・フレーザー、エド・アーダル、ジョン・シブレー
- 効果：ブレイン・ギブソン
- 脚本：ミルト・シェーファー、ディック・キニー
- 美術：
- 背景：ラルフ・ハレット
- 音楽：ポール・J・スミス

## キャスト
| キャラクター | 原語版               | 旧吹き替え版 | 新吹き替え版 |
| ------------ | -------------------- | ------------ | ------------ |
| グーフィー   | ピント・コルヴィッグ | 小山武宏     | 島香裕       |
| 原住民       |                      |              |              |
| 同僚         |                      |              |              |
| 老紳士       |                      |              |              |
| ナレーション |                      | 江原正士     | 大平透       |